# Alejandro Armesto
Alejandro Armesto Buz (Santiago de Compostela, 1926 – 2015) fue un periodista español.

## Biografía
Comenzó su carrera profesional en los diarios El Progreso de Lugo y el Faro de Vigo. Periodista de ideología «azul», desempeñó el puesto de consejero de información en la embajada de Roma. En 1969, fue nombrado director-gerente de la Agencia EFE, cargo que mantuvo hasta 1976. Durante su etapa al frente de EFE, uno de sus principales logros fue la creación de la Agencia Centro-Americana de Noticias (ACAN-EFE), con sede en Panamá. Posteriormente fue nombrado director del diario Arriba, siendo el último director del periódico antes de su desaparición. Falleció en 2015.